# تپه شهر سوخته ۱۷
تپه شهر سوخته ۱۷ مربوط به هزاره سوم و ۲ قم است و در شهرستان زابل، ۷/۸ کیلومتری شمال شرق پایگاه شهر سوخته واقع شده و این اثر در تاریخ ۲۴ اسفند ۱۳۸۳ با شمارهٔ ثبت ۱۱۴۸۵ به‌عنوان یکی از آثار ملی ایران به ثبت رسیده است.